# Абекен, Христиан Вильгельм Людвиг фон
Христиан Вильгельм Людвиг фон Абекен (нем. Christian Wilhelm Ludwig von Abeken; 21 ноября 1826, Дрезден — 15 октября 1890, там же) — немецкий юрист и политик.

## Биография
Племянник филолога Бернхарда Рудольфа Абекена, двоюродный брат Германа Абекена и Вильгельма Людвига Абекена.
В 1845—1848 годах изучал право в университетах Лейпцига и Гейдельберга. После окончания учебы поступил на судебную службу Саксонии. В 1856 году назначен прокурором в Борне, в 1858 году окружным судьей, в 1863 году апелляционным советником при апелляционном суде в Дрездене, в 1866 году — сотрудник министерства юстиции и член экзаменационной комиссии.
С 1 октября 1871 года по 15 октября 1890 года занимал пост министра юстиции Саксонии, был членом Федерального совета. В 1873 году разделил судебную и административную власть, в 1879 году ввёл должность мирового судьи.

## Награды
- В 1874 г. награждён Орденом Заслуг Саксонии.
- В 1878 г. возведён во дворянство — стал бароном.
- В 1879 г. стал почетным доктором Лейпцигского университета.
- Орден Рутовой короны (1888).
- Орден Красного орла (1888).